# Ariathisa atrosignata
Ariathisa atrosignata là một loài bướm đêm trong họ Noctuidae.